# Bitwa Aleksandra z Dariuszem
Bitwa Aleksandra z Dariuszem – starożytna mozaika przedstawiająca starcie Aleksandra Macedońskiego z perskim królem Dariuszem III. 
Mozaika została odnaleziona 24 października 1831 roku na terenie Domu Fauna w Pompejach. Obecnie jest przechowywana w Narodowym Muzeum Archeologicznym w Neapolu. Jest kopią obrazu Filoksenosa z Eretrii zamówionego przez króla Macedonii Kassandra. Mozaika została wykonana za pomocą bardzo małych tesser, których bok ma długość 2–3 milimetrów. Użyto ich 1,5 do 2 milionów sztuk, a połączone zostały kolorową zaprawą. Barwienia zaprawy nie spotyka się w innych dziełach. Dom Fauna pochodzi z końca II wieku p.n.e. i zapewne wówczas wykonano mozaikę. Dzieło zostało prawdopodobnie zniszczone podczas trzęsienia ziemi w 62 roku n.e. i było konserwowane przez Pompejańczyków.

## Opis
Mozaika przedstawia decydujący moment jednej z bitew, w trakcie której doszło do bezpośredniego starcia Aleksandra z Dariuszem. Widoczne nagie drzewo symbolizuje zimę – porę roku, podczas której rozegrano bitwę. Z tego względu sądzi się, że mozaika przedstawia bitwę pod Issos stoczoną w listopadzie 333 roku p.n.e. 
Z lewej strony widoczny jest Aleksander na koniu Bucefale w pancerzu ozdobionym głową Gorgony. Jego twarz przypomina Hermę Azarę. Aleksander zagraża królowi Dariuszowi. Woźnica perskiego władcy wykonuje obrót kwadrygą. Dwa czarne konie już wykonały obrót, pozostałe są zmuszane do zawrócenia. Dariusz nie dostrzega zagrożenia i zdaje się przejmować tylko losem swojego sługi, który zginął zasłaniając monarchę.
Kompozycja obrazu jest klasyczna z pewnymi nowościami, na przykład oświetleniem pewnych partii.